# 舊羅東郡役所
舊羅東郡役所位於宜蘭縣羅東鎮，為日治時期中期臺北州羅東郡的行政官署。2016年3月18日公告為縣定古蹟。目前為宜蘭縣政府地方稅務局羅東分局、羅東鎮戶政事務所、宜蘭縣警察局羅東分局使用。

## 歷史背景
大正九年（1920年）臺灣總督府頒布實施臺灣地方制度改正，廢除宜蘭廳，並與台北廳及桃園廳三角湧支廰合併為台北州。原宜蘭廳轄區改設宜蘭郡、羅東郡與蘇澳郡。
昭和四年（1929年）羅東郡役所完工，並作為行政機關使用，戰後繼續為台北縣羅東區區治所在。
民國39年（1950年）廢除縣轄區，羅東區與宜蘭市、宜蘭區、蘇澳區合併為宜蘭縣，縣治設於宜蘭市。此建築改為警察單位使用。
民國62年（1973年）起「戶警合一」制度將戶政業務由民政單位劃歸警察機關主管，直到民國81年（1992年）「戶警分隸」。分隸後羅東鎮戶政事務所仍繼續使用作為辦公廳舍。民國60年代亦遷入稅務單位，即今宜蘭縣政府地方稅務局羅東分局。

## 建築特色
舊羅東郡役所構造為鐡筋混凝土加強磚造平頂建築，與七星郡役所相似。中央入口處高二層樓，呈一字型左右對稱分別延伸出兩側高一層樓的辦公空間，並於走廊底分設出入口。兩側走廊底再延伸出翼廊，構成「ㄇ」字型建築，呈現出日治中後期邁向現代風格之作法。
初建時之郡役所辦公室兩翼分別為庶務課及警察課使用。歷經不同使用單位辦公，陸續增改建成2層以上之建築，原有郡役所辦公廳內部空間格局多已不復原貌。

## 指定理由
1. 本建築落成於昭和4年(1929)，作為羅東郡役所之使用，當時宜蘭地區因應1920之官制改正，設有蘭陽三郡(宜蘭郡、羅東郡、蘇澳郡)，郡下設置庶務課及警察課，表現出「郡警合一」之特色。戰後至今，因應地方自治推展，本建物改為「郡警戶」合一之辦公室，其中警政機關之沿用，充分顯現出本建築特殊之歷史價值。
2. 本建物因1920之官制改正而來，因應當時之「廢廳設郡」制度而生，因此與重要歷史事件相關。
3. 本建築為鐵筋混凝土樑板之平頂加強磚造建築，中央部份為二層樓，兩側為一層樓，並延伸為ㄇ字型配置。窗戶為長條形，中央門為八卦形式，東西二處入口以圓柱支撐平頂出簷。在外觀形式上，以中軸對稱配置，強調中央主量體及入口之建築手法，反應出當時威權嚴謹的時代象徵，同時也反映出日治中後期邁向現代風格之作法。
4. 日治時期之蘭陽三郡建築中，宜蘭郡及蘇澳郡之廳舍建築均已拆除改建為商業建築，目前僅存羅東郡役所為本縣內唯一且仍為公有，並作為相關用途之使用呈現出稀少性。
5. 本建築整體格局方正對稱，外觀簡潔典雅，呈現出日治時期殖民官廳建築之威權嚴謹，並反映當時邁向現代主義之建築風格，具建築史意義。
6. 本建築座落於日治羅東街南北向及東西向之重要道路交會口，彰顯郡役所作為統治機構之重要性，含有監視往來群眾之意涵，至今亦成為都市空間上之重要角色，為民眾記憶中之重要地標。

## 圖片

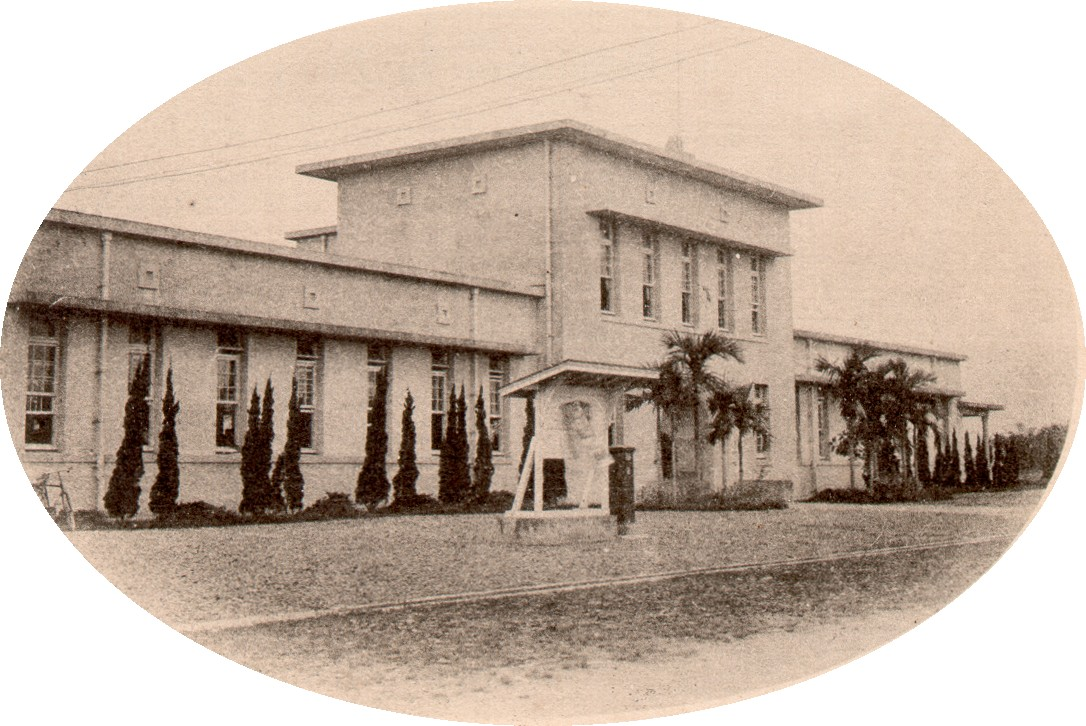
羅東郡役所舊照

## 引用資料
1. ↑  . 文化部文化資產局. （原始内容存档于2021-06-02）.